# Kemper (Familienname)
Kemper ist der Familienname folgender Personen:

## Namensträger
- Adolf Kemper (* vor 1974), deutscher Bogenschütze
- Alfons Kemper (* 1958), deutscher Informatiker und Professor
- André Kemper (* 1963), deutscher Werbeunternehmer und Werbetexter
- Andreas Kemper (* 1963), deutscher Soziologe und Sachbuchautor
- Anna Kemper, deutsche Journalistin
- Birthe Kemper (* 1981), deutsche Basketballspielerin
- Bob Kemper († 2014), US-amerikanischer Journalist
- Boy Kemper (* 1999), niederländischer Fußballspieler
- Charles Kemper (1900–1950), US-amerikanischer Schauspieler
- Christoph Kemper (* 1971), deutscher Elektroingenieur und Unternehmer
- Claudia Kemper (* 1973), deutsche Historikerin
- Dieter Kemper (1937–2018), deutscher Radrennfahrer
- Dirk Kemper (* 1959), deutscher Germanist
- Dorothee Kemper (* 1963), deutsche Kunsthistorikerin
- Edmund Kemper (* 1948), US-amerikanischer Serienmörder
- Ellie Kemper (* 1980), US-amerikanische Schauspielerin
- Emanuel Kemper (1844–1933), deutscher Orgelbauer
- Franz-Josef Kemper (Geograph) (1944–2013), deutscher Geograph
- Franz-Josef Kemper (Leichtathlet) (* 1945), deutscher Leichtathlet und Sportfunktionär
- Friedhelm Kemper (1906–1990), deutscher Politiker (NSDAP)
- Fritz Kemper (1927–2017), deutscher Internist, Pharmakologe, Toxikologe und Hochschullehrer
- Georg Kemper (1880–1948), deutscher Bildhauer und Keramiker
- Geraldine Kemper (* 1990), niederländische Fernsehmoderatorin von BNN
- Gerd-Heinrich Kemper (1938–2024), deutscher Jurist
- Gregor Kemper (* 1963), deutscher Mathematiker
- Guy Kemper (* 1958), US-amerikanischer bildender Künstler
- Hans-Peter Kemper (* 1944), deutscher Politiker (SPD)
- Heinrich Kemper (Politiker, 1888) (1888–1962), deutscher Politiker (Zentrum, CDU), MdB, OB in Trier
- Heinrich Kemper (Zoologe) (1902–1969), deutscher Insektenkundler
- Heinrich Kemper (Pädagoge) (1942–2023), deutscher Pädagoge und Hochschullehrer
- Heinrich Kemper (Politiker, 1949) (* 1949), deutscher Politiker (CDU), MdL NRW
- Heinz P. Kemper (1903–1998), deutscher Industriemanager
- Hella Kemper (* 1959), Fernsehmoderatorin, Synchronsprecherin und Komikerin, siehe Hella von Sinnen
- Hella Kemper (Redakteurin) (* 1966), Redakteurin und Autorin
- Hermann Kemper (1892–1977), deutscher Ingenieur und Erfinder der Magnetschwebebahn
- Herwart Kemper (* 1936), deutscher Pädagoge und Hochschullehrer
- Hunter Kemper (* 1976), US-amerikanischer Triathlet
- James Lawson Kemper (1823–1895), US-amerikanischer Offizier und Politiker
- James S. Kemper (1886–1981), US-amerikanischer Unternehmer, Politiker und Diplomat
- Jan Kemper (* 1980), deutscher Manager und Wissenschaftler
- Jeltje de Bosch Kemper (1836–1916), niederländische Frauenrechtlerin
- Joan Melchior Kemper (1776–1824), niederländischer Politiker und Rechtswissenschaftler
- Johan Kemper (Moshe Ben Aharon von Krakau; 1670–1716), polnischer Kabbalist
- Karl Kemper (1904–1982), deutscher Komponist, Sänger und Chorleiter
- Klaus Kemper (1937–2015), deutscher Journalist und Autor
- Lena Kemper (* 1984), deutsche Basketballspielerin
- Magdalena Kemper (* 1947), deutsche Journalistin und Redakteurin des RBB
- Malin Kemper (* 1994), deutsche Schauspielerin
- Max-Eugen Kemper (* 1938), deutscher Theologe
- Michael Kemper (* 1966), deutscher Historiker
- Nicole Kemper (* 1975), deutsche Tierärztin
- Otto Kemper (1900–1974), deutscher Oberbürgermeister
- Peter Kemper (* 1950), deutscher Publizist und Rundfunkredakteur
- Pieter Andreas Kemper (1942–2020), niederländischer Fußballspieler
- Ralf Kemper (Fußballspieler) (* 1957), deutscher Fußballspieler
- Ralf Kemper (Filmemacher) (Ralf S. Kemper; * 1963), deutscher Filmemacher und Musiker
- Ralf Kemper (Musikproduzent), deutscher Musikproduzent und Komponist
- Ruth-Maria Kemper (1930–1965), deutsche Schauspielerin
- Stefanie Kemper (* 1944), deutsche Schriftstellerin
- Steven Kemper, US-amerikanischer Filmeditor
- Theodore D. Kemper (1926–2024), US-amerikanischer Soziologe
- Thomas Kemper (Staatssekretär) (* 1951), deutscher politischer Beamter
- Thomas Kemper (Künstler) (* 1957), deutscher Maler
- Victor J. Kemper (1927–2023), US-amerikanischer Kameramann
- Volker Kemper (* 1960), deutscher Fußballspieler
- Werner Kemper (1899–1975), deutscher Arzt und Psychoanalytiker
- Wilhelm Kemper (Politiker, August 1904) (1904–1968), deutscher Politiker (Zentrum, CDU), MdL Nordrhein-Westfalen
- Wilhelm Kemper (Politiker, Dezember 1904) (1904–nach 1950), deutscher Politiker (SED), MdL Sachsen-Anhalt
- Wilhelm Kemper (Politiker, III), deutscher Politiker (SPD), Bürgermeister von Kettwig